# Alicia Witt
Alicia Roanne Witt (Worcester, 21 agosto 1975) è un'attrice, cantante e pianista statunitense.

## Biografia
Debutta come attrice ancora bambina nel 1984 nel film Dune diretto da David Lynch, col quale collabora anche nel film TV Hotel Room e nella serie televisiva I segreti di Twin Peaks. In seguito alterna la carriera cinematografica a quella televisiva.
Nel 1995 partecipa al film Goodbye Mr. Holland e interpreta il ruolo di Kiva nell'episodio diretto da Allison Anders del film Four Rooms; nel 1998 si aggiudica una nomina ai Saturn Award per il film Urban Legend. Nel terzo millennio, recita in film come Vanilla Sky, Litigi d'amore e 88 minuti. Nel 2007 ha interpretato il ruolo della detective Nola Falacci nella serie televisiva poliziesca Law & Order: Criminal Intent. Nel 2019 interpreta Zelda nella serie carceraria Orange Is the New Black.

## Filmografia

### Cinema
- Dune, regia di David Lynch (1984)
- Desideri smarriti (Bodies, Rest & Motion), regia di Michael Steinberg (1993)
- Four Rooms, regia di Quentin Tarantino, Robert Rodriguez, Allison Anders e Alexandre Rockwell (1995)
- Goodbye Mr. Holland (Mr. Holland's Opus), regia di Stephen Herek (1995)
- La storia di Ruth, donna americana (Citizen Ruth), regia di Alexander Payne (1996)
- Urban Legend, regia di Jamie Blanks (1998)
- A morte Hollywood (Cecil B. DeMented), regia di John Waters (2000)
- Vanilla Sky, regia di Cameron Crowe (2001)
- Ten Tiny Love Stories, regia di Rodrigo García (2001)
- Two Weeks Notice - Due settimane per innamorarsi (Two Weeks Notice), regia di Marc Lawrence (2002)
- Litigi d'amore (The Upside of Anger), regia di Mike Binder (2005)
- L'ultima vacanza (Last Holiday), regia di Wayne Wang (2006)
- 88 minuti (88 Minutes), regia di Jon Avnet (2007)
- Peep World, regia di Barry W. Blaustein (2010)
- Joint Body, regia di Brian Jun (2011)
- The Flight of the Swan, regia di Nikos Tzimas (2011)
- Oltre ogni regola (Bending the Rules), regia di Artie Mandelberg (2012)
- Playdate - I nuovi vicini (Playdate), regia di Andrew C. Erin (2012)
- Wiener Dog Nationals, regia di Kevan Peterson (2013)
- A Madea Christmas, regia di Tyler Perry (2013)
- Away from Here, regia di Bruce Van Dusen (2014)
- The Bronx Bull, regia di Martin Guigui (2016)
- Mississippi Requiem, regia di Arkesh Ajay, Kelly Pike, Jerell Rosales e Marta Savina (2018)
- Spare Room, regia di Jenica Bergere (2018)
- I Care a Lot, regia di J Blakeson (2020)
- Quando l'amore bussa in ufficio, regia di Alex Appel, Jonathan Lisecki (2020)
- Alice, regia di Krystin Ver Linden (2022)
- Longlegs, regia di Oz Perkins (2024)

### Televisione
- I segreti di Twin Peaks (Twin Peaks) – serie TV, episodio 2x01 (1990)
- Hotel Room, regia di David Lynch e James Signorelli – film TV (1993)
- Cybill – serie TV, 87 episodi (1995-1998)
- I Soprano (The Sopranos) – serie TV, episodio 2x07 (2000)
- Ally McBeal – serie TV, episodi 3x20-3x21 (2000)
- The Twilight Zone – serie TV, episodio 1x41 (2003)
- La saga dei Nibelunghi (Ring of the Nibelungs), regia di Uli Edel – film TV (2004)
- Law & Order: Criminal Intent – serie TV, 5 episodi (2007)
- Blue Smoke, regia di David Carson – film TV (2007)
- Due uomini e mezzo (Two and a Half Men) – serie TV, episodio 6x05 (2008)
- The Mentalist – serie TV, episodi 1x23-4x02-4x13 (2009-2012)
- Friday Nights Lights – serie TV, 9 episodi (2009-2011)
- CSI: Miami – serie TV, episodio 9x15 (2011)
- Person of Interest – serie TV, episodio 2x06 (2012)
- Natale & altri equivoci (A Very Merry Mix-Up), regia di Jonathan Wright – film TV (2013)
- Tradimenti (Betrayal) – serie TV, episodio 1x07 (2013)
- Justified – serie TV, 10 episodi (2014)
- Kingdom – serie TV, episodio 1x04 (2014)
- Il segreto di Babbo Natale (Christmas At Cartwright's), regia di Graeme Campbell – film TV (2014)
- The Librarians – serie TV, episodio 1x07 (2015)
- House of Lies – serie TV, episodi 4x04-4x05 (2015)
- Elementary – serie TV, episodio 3x15 (2015)
- Non sono pronta per Natale (I'm Not Ready for Christmas), regia di Sam Irvin – film TV (2015)
- The Walking Dead – serie TV, episodi 6x12-6x13 (2016)
- Nashville – serie TV, 6 episodi (2016)
- Motive – serie TV, episodio 4x06 (2016)
- Supernatural – serie TV, episodio 12x10 (2017)
- Twin Peaks – serie TV, episodi 1x11-1x15 (2017)
- The Exorcist – serie TV, 6 episodi (2017)
- Amore sotto il vischio (The Mistletoe Inn), regia di Alex Wright – film TV (2017)
- Disjointed – serie TV, episodio 1x12 (2018)
- Lore - Antologia dell'orrore (Lore) – serie TV, episodio 2x6 (2018)
- Natale a Honeysuckle Lane (Christmas on Honeysuckle Lane), regia di Maggie Greenwald – film TV (2018)
- Orange Is the New Black – serie TV, 6 episodi (2019)
- Una canzone per Natale, regia di Gary Yates (2019)
- Il concerto di Natale (Christmas Tree Lane), regia di Steven R. Monroe – film TV (2020)
- Stargirl – serie TV, episodi 2x01-3x13 (2021-2022)

## Doppiatrici italiane
Nelle versioni in italiano delle opere in cui ha recitato, Alicia Witt è stata doppiata da:
- Selvaggia Quattrini in Two Weeks Notice - Due settimane per innamorarsi, Law & Order: Criminal Intent, Motive, Twin Peaks, Supernatural, I Care a Lot, Quando l'amore bussa in ufficio
- Chiara Colizzi in The Mentalist (st. 1), Longlegs
- Francesca Fiorentini in The Mentalist (st. 4), Tradimenti
- Laura Lenghi in Litigi d'amore, Natale a Honeysuckle Lane
- Domitilla D'Amico in CSI: Miami, House of Lies
- Stella Musy in The Walking Dead, Orange Is the New Black
- Claudia Pittelli ne I segreti di Twin Peaks
- Marina Massironi in Hotel Room
- Georgia Lepore in Urban Legend
- Sabrina Duranti ne I Soprano
- Loredana Nicosia in Ally McBeal
- Maura Cenciarelli in Natale & altri equivoci
- Claudia Catani in Amore sotto il vischio
- Myriam Catania in Goodbye Mr. Holland
- Paola Majano in A morte Hollywood
- Tiziana Avarista ne La saga dei Nibelunghi
- Rossella Acerbo ne La saga dei Nibelunghi (ridoppiaggio)
- Ilaria Stagni ne L'ultima vacanza
- Barbara De Bortoli in 88 minuti
- Cinzia Villari in Due uomini e mezzo
- Daniela Calò in Person of Interest
- Francesca Manicone in Justified
- Letizia Scifoni in The Librarians
- Loretta Di Pisa in The Exorcist
- Francesca Guadagno in Elementary
- Giulia Catania in Disjointed
- Perla Liberatori in Una canzone per Natale